# Guava Island
Guava Island è un film del 2019 diretto da Hiro Murai.

## Trama
Sull'isola di Guava le madri sono solite raccontare ai figli la leggenda della creazione della stessa, le sette divinità delle sette terre dopo aver creato l'amore e la guerra crearono un'isola unica al centro del mondo dove l'uomo potesse stare tranquillo in armonia con la natura. Armonia destinata a finire ben presto quando l'uomo cercò di prevaricare il suo prossimo per accaparrarsi il tesoro più prezioso dell'isola, il baco ceruleo da cui si ricava la migliore seta.
Da Generazioni la ricchissima famiglia Red ha il controllo dell'isola, controllano la produzione della seta e gli scambi commerciali con il porto, quasi tutti gli abitanti sono alle dipendenze della famiglia Red che li costringe a lavorare tutti i giorni ma per gli abitanti è impensabile rifiutare e trovare un altro lavoro.
Kofi è una giovane ragazza innamorata che lavora in una tessitoria della famiglia Red e sogna di abbandonare l'isola per farsi una nuova vita all'estero al contrario il suo fidanzato Deni ama l'isola e il vivere pacifico e semplice della stessa.
Tutto cambierà quando Deni sarà intenzionato a organizzare un festival musicale per tutta la popolazione.

## Produzione
Le riprese del film sono iniziate nell'agosto 2018 a Cuba.

## Distribuzione
Il film ha debuttato al Coachella Valley Music and Arts Festival l'11 aprile 2019. Il film è stato poi distribuito il 13 aprile da Amazon Studios.

## Colonna sonora
1. Die With You (Donald Glover)
2. Red's Cargo (Donald Glover e Ernesto Gomez)
3. Dialogo Colombiano (Afrekete)
4. This Is America (Donald Glover)
5. Summertime Magic (Donald Glover)
6. Baila Mi Rumba (Julio Gutiérrez)
7. Time (Karla Talia, Pino Piloto, Alain Jonathan Rodriguez)
8. Feels Like Summer (Donald Glover, Ernesto Gomez)
9. Saturday (Donald Glover)